# Sozialdemokratische Arbeiterpartei
Tyska socialdemokratiska arbetarpartiet (tyska: Sozialdemokratische Arbeiterpartei Deutschlands, SDAP) var ett marxistiskt socialistiskt politiskt parti i det Nordtyska förbundet under Tysklands enande.
Partiet var grundat i Eisenach år 1869, vilket gjorde det till en av de första politiska partierna etablerade bland de framväxande tyska fackföreningarna av 1800-talet. Medan partiet endast existerade under namnet SDAP i sex år är det i SDAP som det moderna SPD har sina rötter.
Även om SDAP upplöstes efter en kort livslängd på bara sex år, var det en viktig katalysator för att skapa det första betydande arbetarpartiet i Tyskland. Efter andra världskriget tvingades medlemmar av SPD i Östtyskland att gå samman med kommunistpartiet för att bilda Socialistiska enhetspartiet. Under hela sitt 41-åriga styre hyllade partiet regelbundet sin marxistiska stamfader. I Västtyskland blev SPD ett av de två största partierna och fortsätter att utöva stort inflytande efter återföreningen. Partiet kan fortfarande spåra sin härstamning tillbaka till SDAP.